# Gmina Halmstad
Gmina Halmstad (szw. Halmstads kommun) – gmina w Szwecji, w regionie administracyjnym (län) Halland. Siedzibą władz gminy (centralort) jest Halmstad.

## Geografia

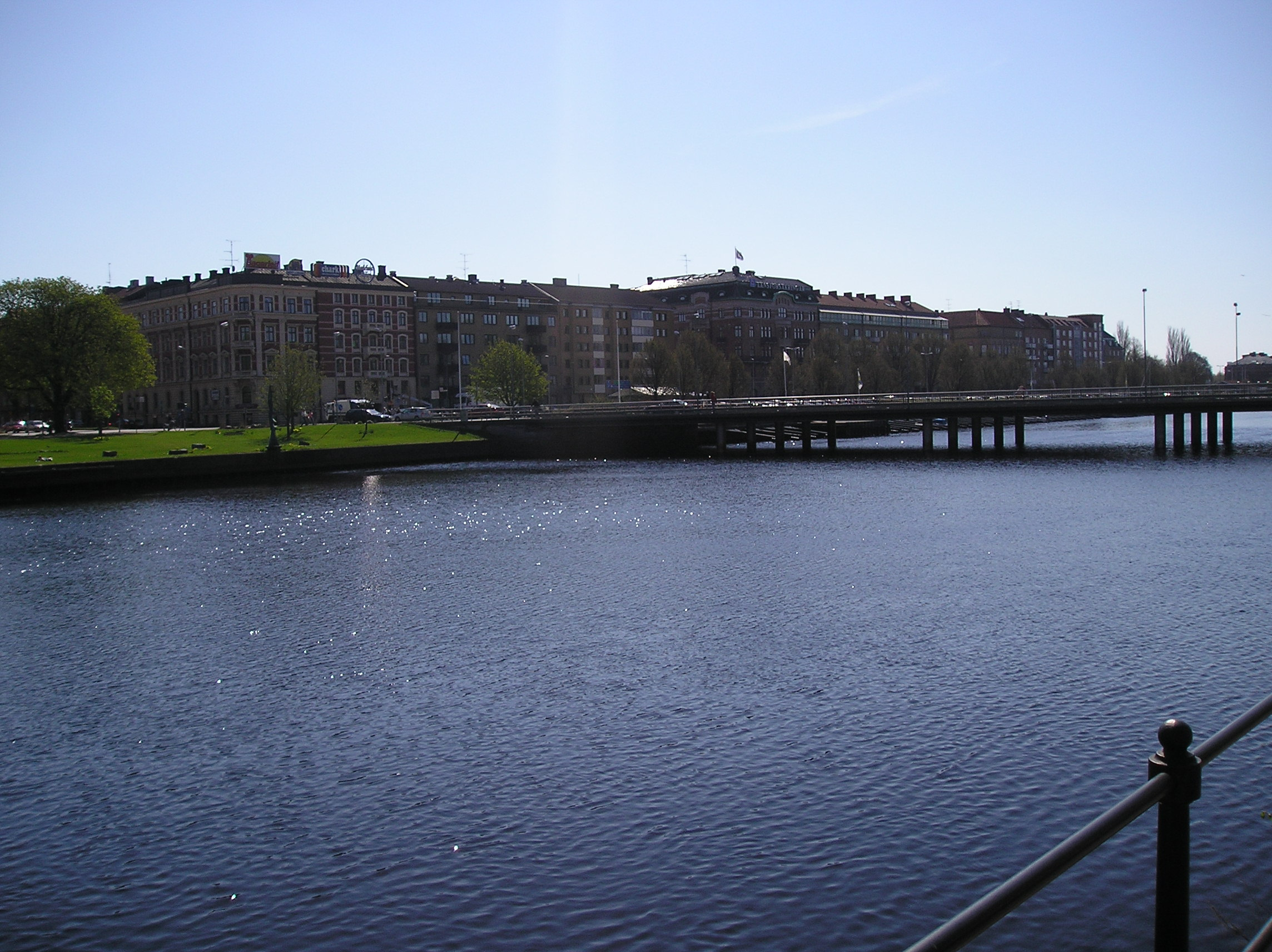
Rzeka Nissan w Halmstad

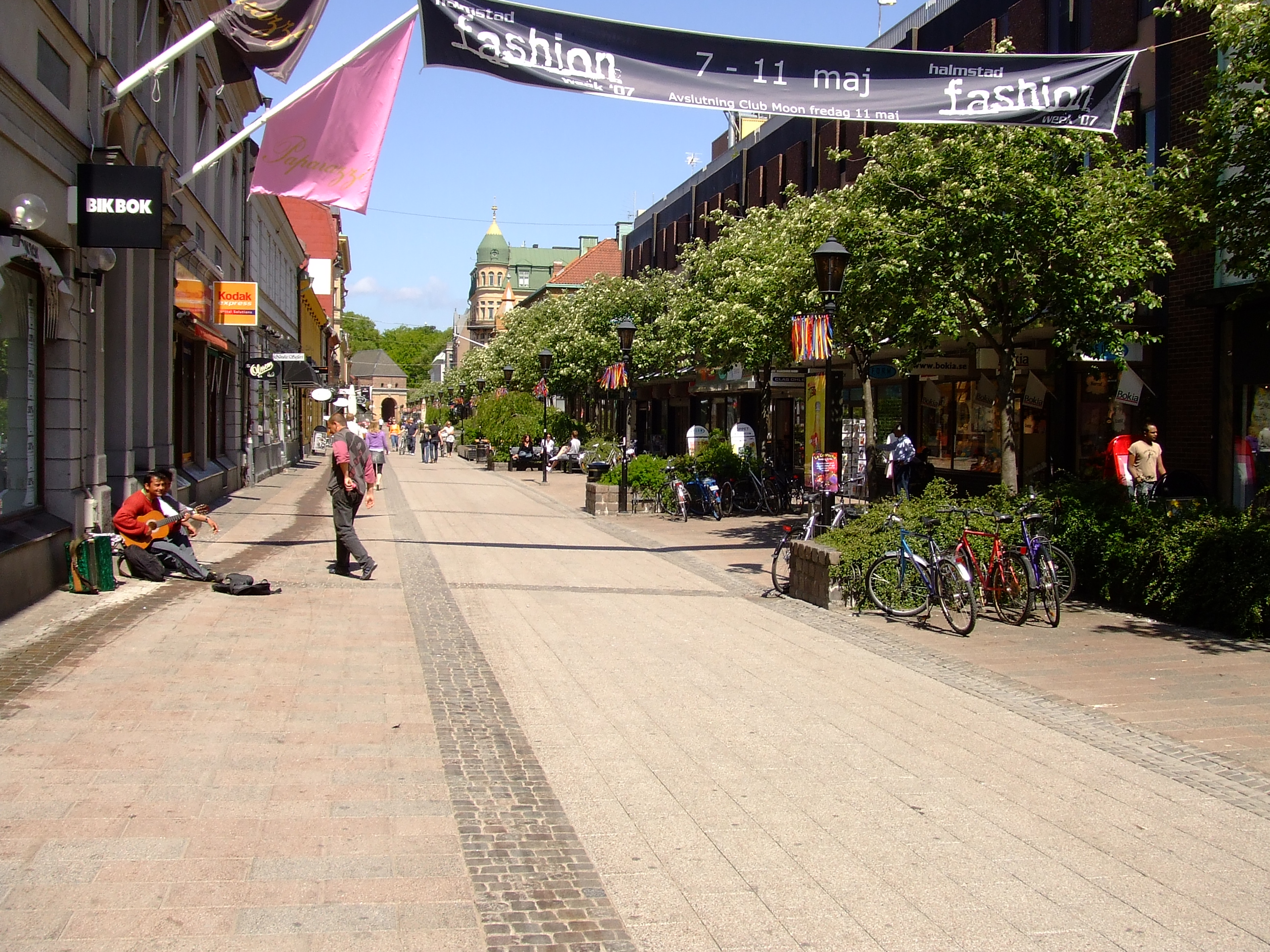
Storgatan w Halmstad

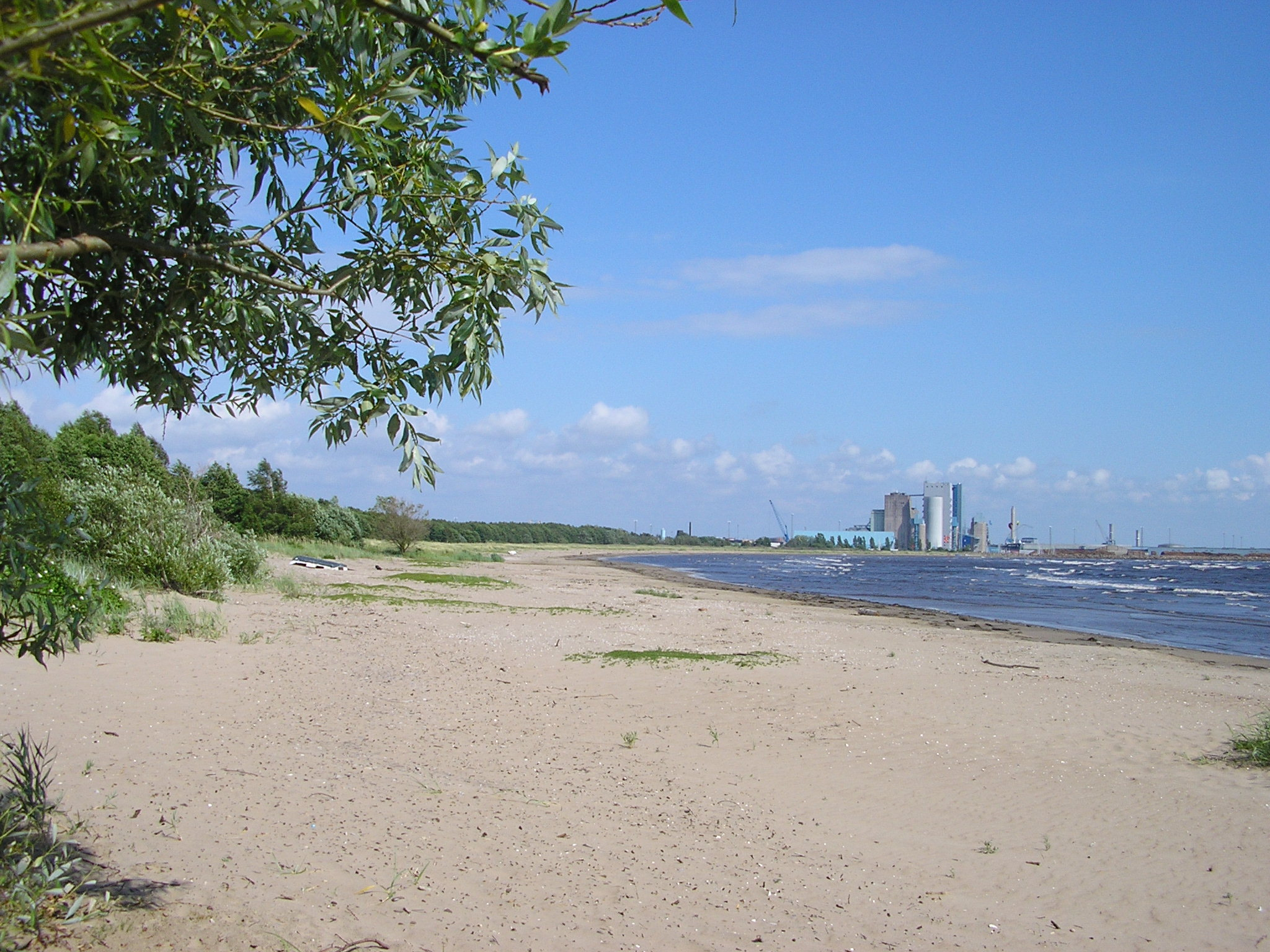
Västra stranden w Halmstad. W tle port

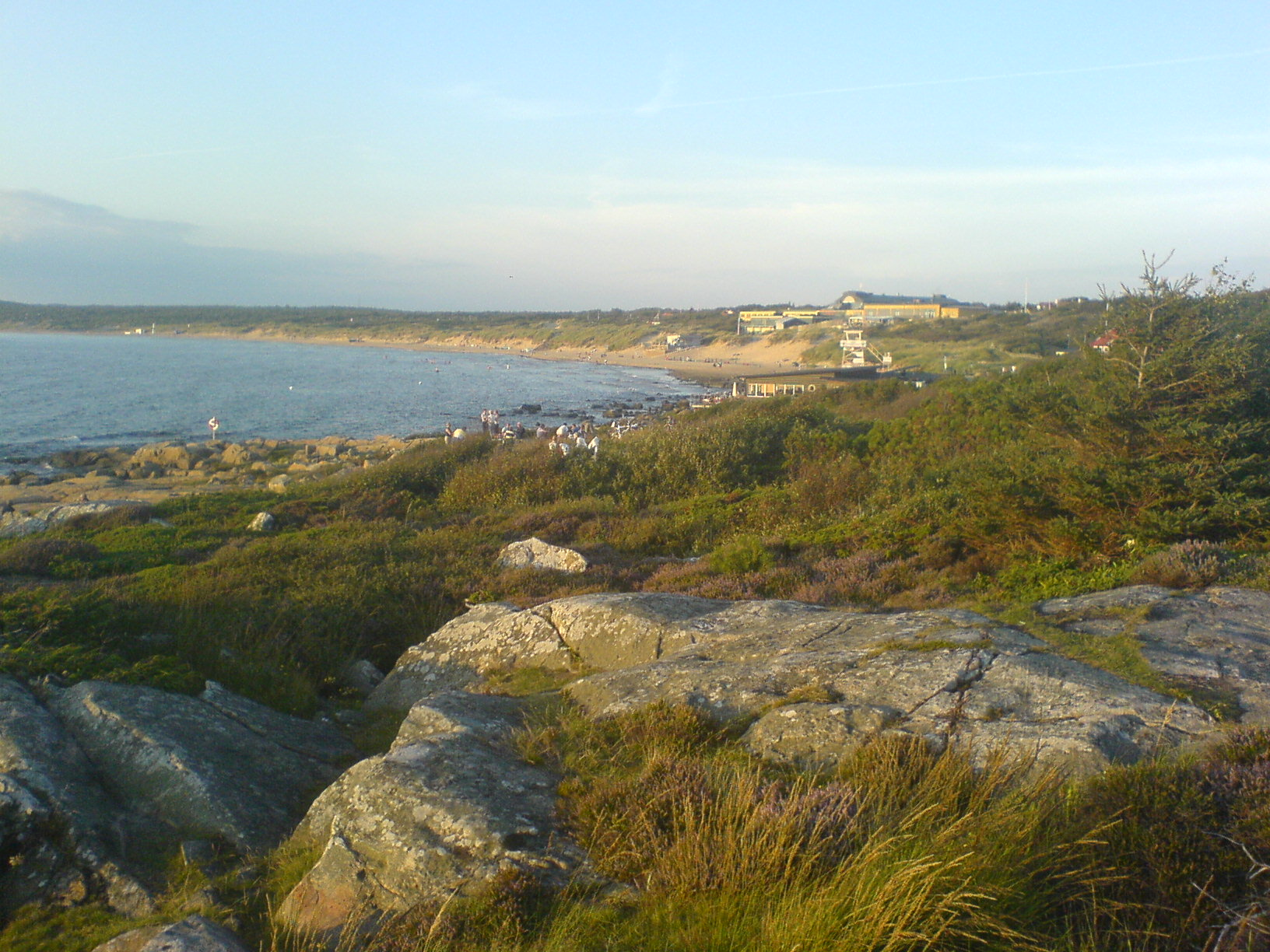
Plaża w Tylösand

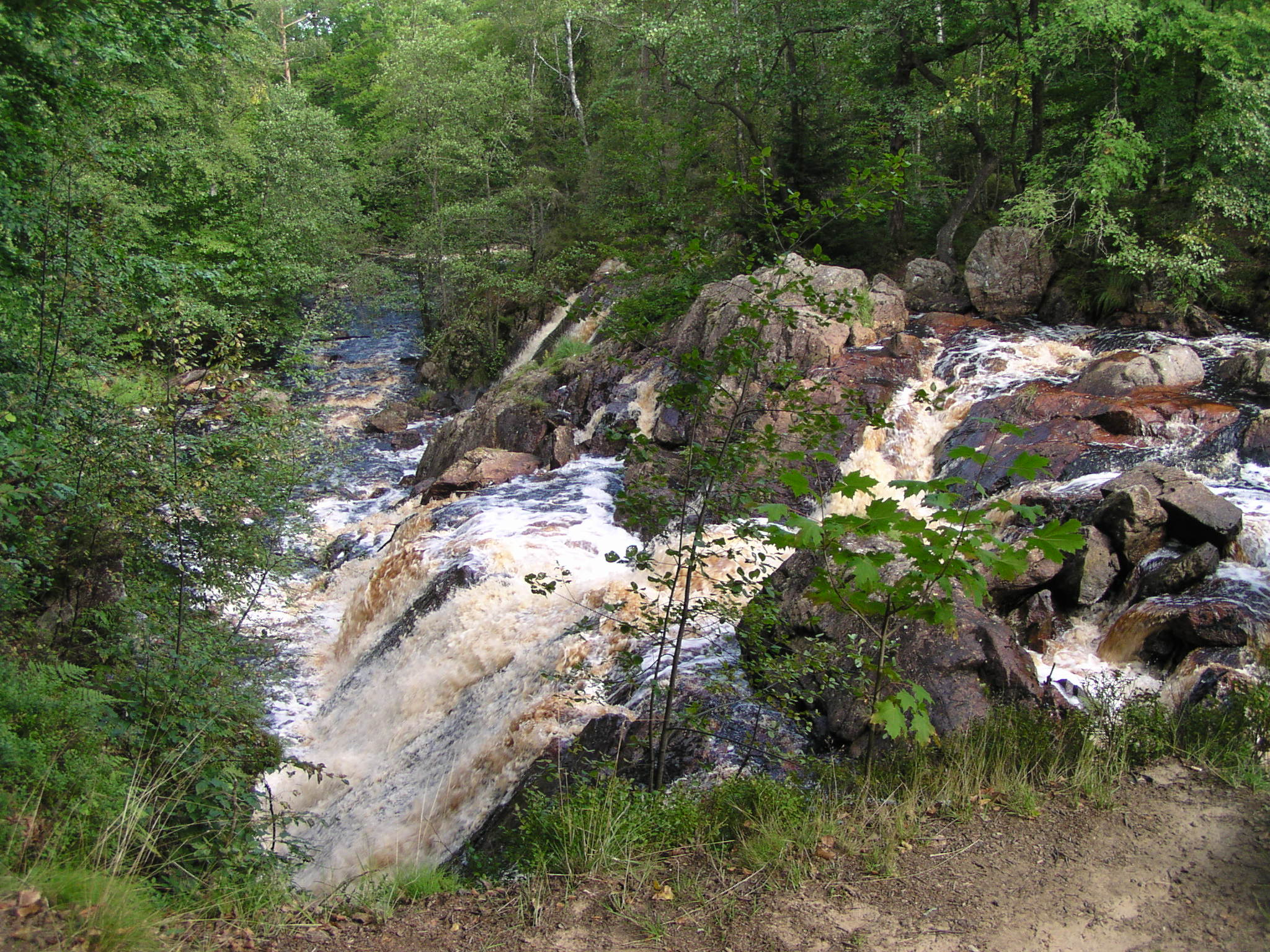
Wodospad w rezerwacie przyrody Danska fall

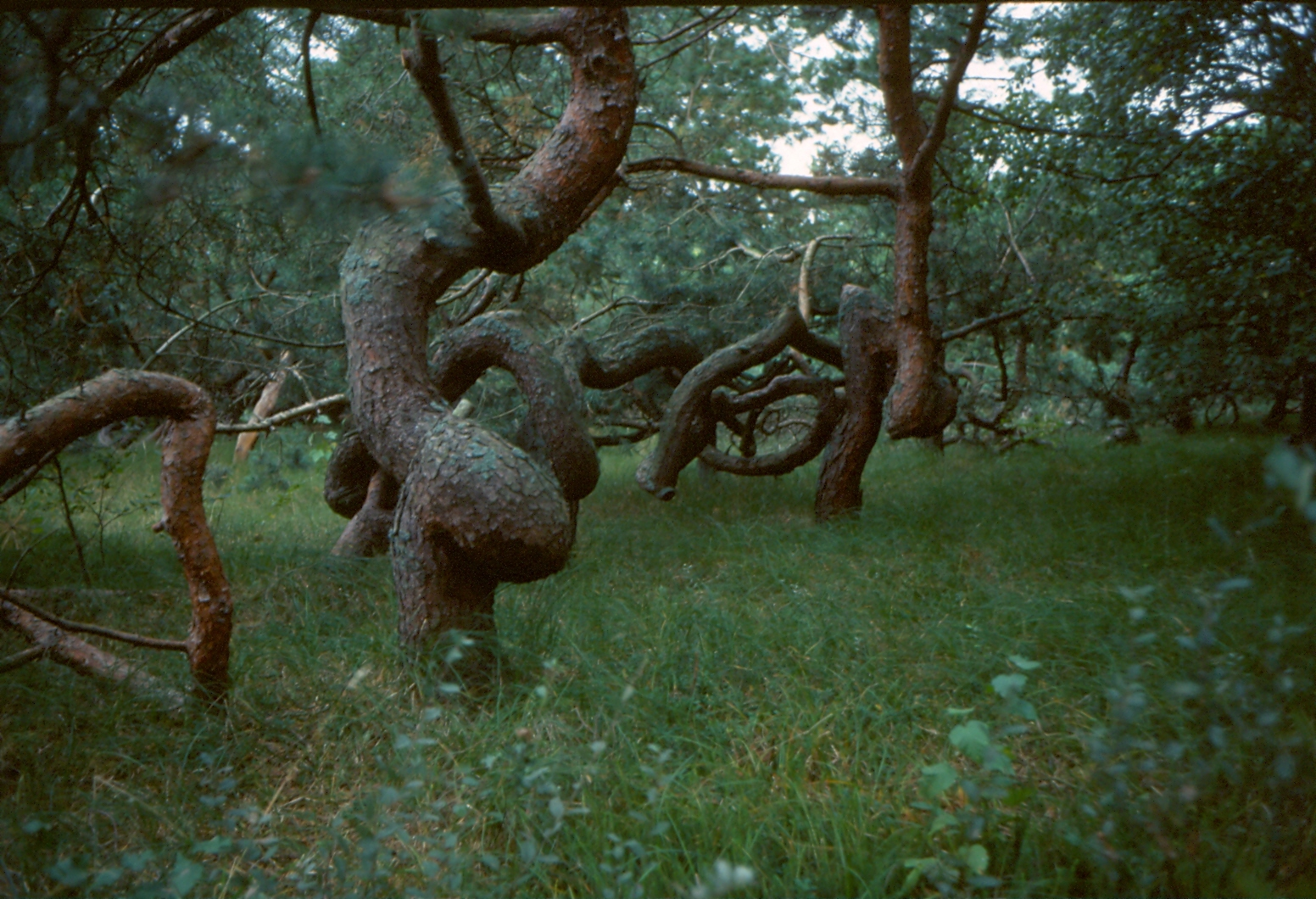
Sosny w Frösakull

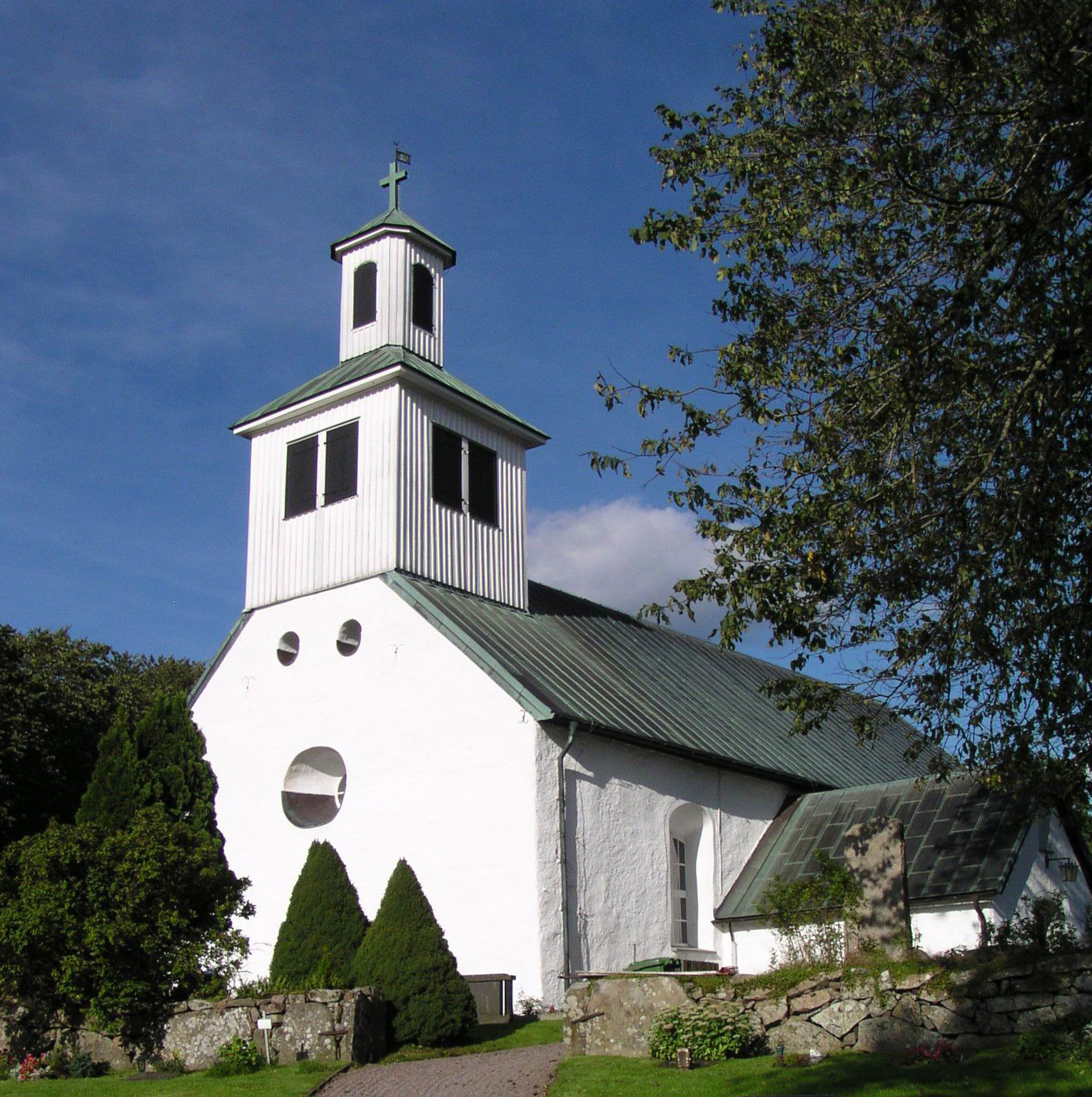
Kościół Breared (Breareds kyrka) w Simlångsdalen

Gmina Halmstad jest położona w południowej części prowincji historycznej (landskap) Halland. Graniczy z gminami (w kolejności od kierunku północnego):
- Falkenberg
- Hylte
- Ljungby
- Laholm

### Powierzchnia
Według danych pochodzących z 2016 r. całkowita powierzchnia gminy (bez obszaru morskiego) wynosi łącznie 1030,95 km² (119. pod względem powierzchni z 290 gmin Szwecji), z czego:
- 1013,97 km² stanowi ląd
- 16,98 km² wody śródlądowe.

Do gminy Halmstad zalicza się także 668,94 km² obszaru morskiego.

## Demografia
31 grudnia 2015 r. gmina Halmstad liczyła 96 952 mieszkańców (19. pod względem zaludnienia), gęstość zaludnienia wynosiła 95,62 mieszkańca na km² (55. pod względem gęstości zaludnienia).
Struktura demograficzna (1 listopada 2015):
| Opis                              | Ogółem      | Ogółem      | Kobiety     | Kobiety     | Mężczyźni   | Mężczyźni   |
| --------------------------------- | ----------- | ----------- | ----------- | ----------- | ----------- | ----------- |
| jednostka                         | osób        | %           | osób        | %           | osób        | %           |
| populacja                         | 96 641      | 100         | 48 645      | 50,34       | 47 996      | 49,66       |
| powierzchnia                      | 1030,95 km² | 1030,95 km² | 1030,95 km² | 1030,95 km² | 1030,95 km² | 1030,95 km² |
| gęstość zaludnienia (mieszk./km²) | 95,31       | 95,31       |             |             |             |             |

## Miejscowości
Miejscowości (tätort) gminy Halmstad (2010):
| Lp. | Miejscowość    | Liczba ludności |
| --- | -------------- | --------------- |
| 1   | Halmstad       | 58 577          |
| 2   | Oskarström     | 4 071           |
| 3   | Fyllinge       | 2 927           |
| 4   | Getinge        | 1 843           |
| 5   | Frösakull      | 1 635           |
| 6   | Åled           | 1 634           |
| 7   | Gullbrandstorp | 1 524           |
| 8   | Trönninge      | 1 504           |
| 9   | Harplinge      | 1 450           |
| 10  | Haverdal       | 1 437           |
| 11  | Kvibille       | 925             |
| 12  | Steninge       | 836             |
| 13  | Eldsberga      | 720             |
| 14  | Gullbranna     | 704             |
| 15  | Villshärad     | 656             |
| 16  | Simlångsdalen  | 587             |
| 17  | Holm           | 565             |
| 18  | Laxvik         | 475             |
| 19  | Sennan         | 399             |
| 20  | Tylösand       | 399             |
| 21  | Skedala        | 351             |

## Wybory
Wyniki wyborów do rady gminy Halmstad (kommunfullmäktige) 2014 r.:
|  | Partia                        | Liczba głosów | Zmiana liczby głosów | Procent głosów | Zmiana % | Uzyskane mandaty | Zmiana liczby mandatów |
|  | ----------------------------- | ------------- | -------------------- | -------------- | -------- | ---------------- | ---------------------- |
|  | Moderaterna                   | 14 212        | –3659                | 22,78          | –7,49    | 16               | –5                     |
|  | Centerpartiet                 | 6453          | +2600                | 10,34          | +3,82    | 8                | +3                     |
|  | Folkpartiet                   | 3200          | –911                 | 5,13           | –1,94    | 4                | –1                     |
|  | Chrześcijańscy Demokraci      | 1750          | –152                 | 2,81           | –0,42    | 2                | ±0                     |
|  | Socialdemokraterna            | 21 965        | +694                 | 35,21          | –0,83    | 25               | –1                     |
|  | Vänsterpartiet                | 3154          | +888                 | 5,06           | +1,22    | 4                | +1                     |
|  | Miljöpartiet                  | 4134          | +492                 | 6,63           | +0,46    | 4                | ±0                     |
|  | Feministiskt initiativ        | 94            | +94                  | 0,15           |          | 0                | –                      |
|  | Sverigedemokraterna           | 5534          | +2768                | 8,87           | +4,19    | 6                | +3                     |
|  | SPI Välfärden                 | 1628          | –55                  | 3,45           | –0,35    | 2                | ±0                     |
|  | Pozostałe partie              | 121           | +33                  | 0,19           | +0,04    | 0                | –                      |
|  | Razem (frekwencja 83,88%)     | 62 381        |                      | 100,0          |          | 71               | ±0                     |
|  | Źródło: Valmyndigheten (szw.) |               |                      |                |          |                  |                        |

## Współpraca zagraniczna
Miasta partnerskie gminy Halmstad:
- Gentofte, Dania
- Stord, Norwegia
- Hanko, Finlandia
- Asti, Włochy
- Witebsk, Białoruś
- Moshi, Tanzania